# Свенссон, Готтфрид
Готтфрид Сервантиус «Готте» Свенссон (швед. Gottfrid Cervantius ”Gotte“ Svensson; 13 мая 1889,  Уппсала, Швеция — 19 августа 1956, Стокгольм, Швеция) — шведский борец вольного и греко-римского стилей, серебряный призёр Олимпийских игр, семикратный чемпион Швеции   

## Биография
Начал заниматься борьбой в 1907 году в клубе Östermalms AIK. В 1911 году стал выступать за Djurgårdens IF
В 1911 году занял пятое место на чемпионате мира по греко-римской борьбе. 
На Летних Олимпийских играх 1912 года в Стокгольме выступал по греко-римской борьбе в весовой категории до 67,5 килограммов (лёгкий вес). Проиграв две встречи в первом и четвёртом кругах, из соревнований выбыл. 
См: турнирную сетку
В 1913 году стал серебряным призёром неофициального чемпионата Европы. В 1918 году стал победителем чемпионата Северных стран. 
На Летних Олимпийских играх 1920 года в Антверпене выступал в соревнованиях как по греко-римской, так и по вольной борьбе. 
В греко-римской борьбе выступал в весовой категории до 60 килограммов (полулёгкий вес). Проиграл свою первую встречу, а затем, в соответствии с правилами системы Бергваля, по которым проводился турнир, из соревнований выбыл. 
См: турнирную сетку
В вольной борьбе боролся в весовой категории до 67,5 килограммов (лёгкий вес). Борьба проходила по правилам Catch As Catch Can, напоминающим правила современной вольной борьбы. Схватка по регламенту турнира продолжалась 10 минут, финальные схватки три раунда по 10 минут. Турнир проводился по системе с выбыванием после поражения; выигравшие во всех схватках боролись в финале, проигравшие в полуфинале боролись за третье место. 
Готтфрид Свенссон уступил лишь в финале, отдав золотую медаль Каарло Анттиле. 
См: турнирную сетку
Умер в 1956 году.